# SWR4
SWR4 est une station de radio régionale publique allemande de la Südwestrundfunk. Elle est lancée le 30 août 1998, à la suite de la fusion de la quatrième radio de la Südwestfunk (SWF4 Rheinland-Pfalz (de)), et de celle de la Süddeutscher Rundfunk (de) (S4 Baden-Württemberg (de)).
Elle est la seconde radio de la Südwestrundfunk, après SWR1, à proposer un programme régional pour le Land du Bade-Wurtemberg (SWR4 Baden-Wurttemberg), et pour celui de Rhénanie-Palatinat (SWR4 Rheinland-Pfalz). À la différence de SWR1, SWR4 propose des décrochages locaux grâce aux nombreux studios locaux répartis dans le Bade-Wurtemberg et en Rhénanie-Palatinat.
Les deux programmes proposent la même programmation musicale.

## Programmes

### Programmes communs
Les deux antennes de SWR4 proposent un programme commun à partir de 18 h, du lundi au vendredi. Le dimanche, de 6 h à 8 h, le SWR4 Morgenmelodie, émission produite à Mayence, est diffusée sur les deux antennes de la station. Puis, de 9 h à 12 h (jusqu'à 13 h pour SWR4 Rheinland-Pfalz), est diffusée le SWR4 Sonntagskonzert, émission produite à Stuttgart.
De 0 h 5 à 6 h du matin, c'est le programme ARD Hitnacht (produit par la Saarländischer Rundfunk) qui est diffusé sur les deux programmes régionaux de SWR4.

### SWR4 Baden-Württemberg
Les programmes locaux représentent une partie importante de la programmation de SWR4. Voici la liste des décrochage régionaux de SWR4 Baden-Württemberg :
| Programme régional                  | Lun-Sam, 6 h – 9 h | Lun-Sam, 12 h 30 – 13 h | Lun-Ven, 16 h – 17 h | Identifiant régional |
| ----------------------------------- | ------------------ | ----------------------- | -------------------- | -------------------- |
| Baden Radio, Karlsruhe              | X                  | X                       | X                    | SWR4 KA              |
| Bodensee Radio, Friedrichshafen     | X                  | X                       | X                    | SWR4 FN              |
| Franken Radio, Heilbronn            | X                  | X                       | X                    | SWR4 HN              |
| Kurpfalz Radio, Mannheim            | X                  | X                       | X                    | SWR4 MA              |
| Radio Stuttgart, Stuttgart          | X                  | X                       | X                    | SWR4 S               |
| Radio Südbaden, Fribourg-en-Brisgau | X                  | X                       | X                    | SWR4 FR              |
| Radio Tübingen, Tübingen            | X                  | X                       | X                    | SWR4 TU              |
| Schwaben Radio, Ulm                 | X                  | X                       | X                    | SWR4 UL              |

Vert : Bodensee Radio et Radio Tübingen proposent une matinale commune de 6 h à 9 h du lundi au samedi.

### SWR4 Rheinland-Pfalz
SWR4 Rheinland-Pfalz propose un décrochage local de 12 h à 13 h, du lundi au vendredi. Voici la liste de ces différents décrochage :
- Heute um 12 de SWR4 Radio Kaiserslautern (SWR4 KL)
- Heute um 12 de SWR4 Radio Koblenz (SWR4 KO)
- Heute um 12 de SWR4 Radio Ludwigshafen (SWR4 LU)
- Heute um 12 de SWR4 Radio Mayence (SWR4 MZ)
- Heute um 12 de SWR4 Radio Trier (SWR4 TR)

Un résumé de l'actualité régionale est proposé par SWR4 Rheinland-Pfalz à 18 h 30.